# Делла Каза, Лиза
Лиза Де́лла Ка́за, иногда Лиза Де́лла Ка́са (итал. Lisa Della Casa; 2 февраля 1919 года, Бургдорф — 10 декабря 2012 года, Мюнстерлинген) — швейцарская певица (сопрано).

## Биография
Училась в Цюрихе. В 1941 году дебютировала в партии Чио-Чио-Сан («Мадам Баттерфляй» Джакомо Пуччини). В 1943-50 годах входила в ансамбль Цюрихского театра. Лиза Делла Каза была дружна с известной певицей Марией Чеботари, которая способствовала её карьере (после ранней смерти Чеботари она исполняла её коронные партии в Венской опере). Выступала в Венской (с 1947) и Мюнхенской операх, участвовала в Зальцбургском (с 1947) и Глайндборнском фестивалях (с 1951). В 1947 году выступала на Зальцбургском фестивале в партии Зденки по рекомендации известной австрийской певицы Марии Райнинг. После посещения одного из представлений Рихард Штраус предрёк: «Эта девушка когда-нибудь станет Арабеллой!» В 1952 году исполнила партию Евы в «Нюрнбергских мейстерзингерах» на Байройтском фестивале. В 1953-1968 годах выступала в Метрополитен-опера в Нью-Йорке. В 1974 году из-за болезни дочери неожиданно для многих оборвала свою карьеру, и вплоть до своей смерти уединённо проживала в замке Готтлибен на Боденском озере.

## Творчество
Лиза Делла Каза исполняла партии Донны Эльвиры и Донны Анны в «Дон Жуане», Графини в «Свадьбе Фигаро», Памины в «Волшебной флейте», Фьордилиджи в «Так поступают все». Её визитной карточкой стала роль Арабеллы в одноимённой опере Штрауса.
Кроме того, Делла Каза стала одной из немногих певиц, исполнявших все три главные женские партии в «Кавалере розы». Другие штраусовские роли — Ариадна в «Ариадне на Наксосе», Зденка в «Арабелле», Хрисофемида в «Электре», Графиня в «Каприччио». Однажды в Мюнхене она исполнила заглавную партию в «Саломее» — едва ли не единственный случай, когда Делла Каза решилась исполнить партию более драматическую, не вполне подходящую для её голоса.
Также имела успех как песенная исполнительница, особенно в песнях Штрауса. Лиза Делла Каза сотрудничала со многими дирижёрами, среди которых Карл Бём, Джордж Шолти и другие, и певцами своего времени.

## Избранная дискография
- В. А. Моцарт — Так поступают все — 1955 (дир. К. Бём)
- В. А. Моцарт — Дон Жуан — 1954 (дир. В. Фуртвенглер)
- В. А. Моцарт — Дон Жуан — 1956 (дир. Д. Митропулос)
- В. А. Моцарт — Свадьба Фигаро — 1955 (дир. Э. Кляйбер)
- Р. Штраус — Арабелла (партия Зденки)- 1947 (дир. К. Бём)
- Р. Штраус — Арабелла — 1953 (дир. Р. Кемпе)
- Р. Штраус — Арабелла — 1957 (дир. Дж. Шолти)
- Р. Штраус — Арабелла — 1958 (дир. Й. Кайльберт)
- Р. Штраус — Арабелла — 1964 (дир. Й. Кайлберт)
- Р. Штраус — Кавалер розы (партия Софи) — 1952 (дир. Г. фон Караян)
- Р. Штраус — Кавалер розы (партия Октавиана) — 1953 (дир. К. Краус)
- Р. Штраус — Кавалер розы — 1960 (дир. Г. фон Караян)
- Р. Штраус — Каприччио — 1953 (дир. Й. ден Хертог[нидерл.])
- Р. Вагнер — Нюрнбергские мейстерзингеры — 1952 (дир. Х. Кнаппертсбуш)
- Р. Штраус — Четыре последние песни — 1953 (дир. К. Бём)
- И. Брамс, Г. Вольф, Г. Малер, А. Дворжак, Р. Штраус — Liederabend — 1970 (дир. Митио Кобаяси[яп.])
- Г. Малер — Симфония № 4 — 1958 (дир. Ф. Райнер)